# Makrofon

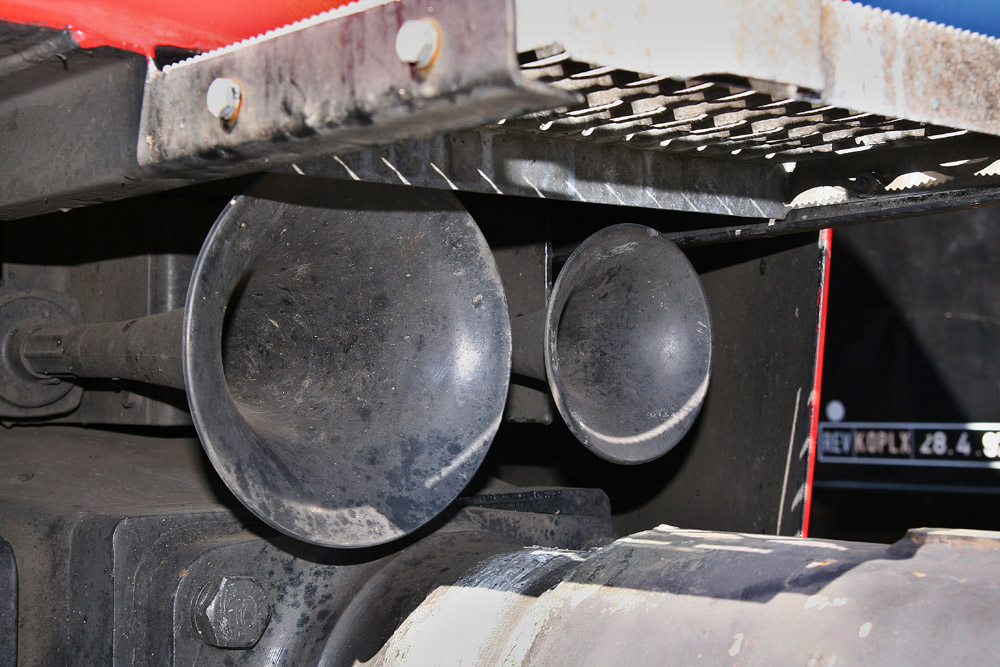
Makrofone einer Lokomotive der Baureihe 152

Ein Makrofon (von griech. μακρός groß, φωνή Klang) ist eine akustische Einrichtung an Fahrzeugen, mit der ein lauter Warnton mit fester Frequenz erzeugt werden kann. Es findet Anwendung bei Einsatzfahrzeugen, Schienenfahrzeugen und Schiffen. Im Gegensatz zum Megafon, kann das Makrofon keine Sprachdurchsagen übermitteln.

## Funktionsweise
Beim Makrofon wird eine akustische Schwingung (Ton) erzeugt, die in einem gut (geringste Hörschwelle um 1 kHz) und weit (Nebelhorn) hörbaren Bereich (etwa 100 Hz bis 2 kHz) liegt.
Den Ton erzeugt eine durchschlagende Zunge, ein einseitig eingespanntes Metallplättchen. Es wird durch Druckluft in periodische Schwingungen versetzt. Der Ton wird von einem Schalltrichter spezifischer Länge verstärkt und abgestrahlt. Die Länge des Trichters bestimmt zusammen mit der Eigenfrequenz des Metallplättchens die Frequenz und passt die akustische Impedanz an den Freiraum an. Diese Art der Schallerzeugung entspricht der in der Klarinette, dem Saxophon, der Martinstrompete bzw. Schalmei oder auch dem Akkordeon und der Mundharmonika und ist besonders obertonreich.

## Nutzung

### Schienenfahrzeuge
Bei heutigen Schienenfahrzeugen wird das Makrofon benutzt, um Personen und andere Verkehrsteilnehmer beispielsweise auf Bahnsteigen oder vor nicht-technisch gesicherten Bahnübergängen vor dem herannahenden Zug zu warnen, ferner zum Geben eines Signales für das Zugpersonal oder im Rangierdienst. Pfeiftafeln fordern den Triebfahrzeugführer direkt auf, etwa drei Sekunden lang mit seiner Einrichtung zu pfeifen. Das Makrofon ersetzt hierbei die Pfeife, welche bei älteren Schienenfahrzeugen verwendet wurde. Es ist vergleichbar mit der Hupe eines Kraftfahrzeugs, jedoch deutlich lauter. Zudem werden meist zwei Makrofone mit verschiedenen Frequenzen verwendet, die gleichzeitig angesteuert werden können. Dadurch ergibt sich ein bewusst disharmonischer und durchdringender Warnton, von dem man sich eine besondere Signalwirkung erhofft. Häufig können die beiden Makrofone aber auch einzeln angesteuert werden.
Nach UIC 644 muss der A-bewertete Schalldruckpegel im Abstand von 5 m in Achse der akustischen Signaleinrichtung zwischen 120 und 125 dB  betragen. Die Frequenz des tiefen Tones beträgt 370 (eingestrichenes Fis) ± 10 Hz, die Frequenz des hohen Tones 660 (zweigestrichenes E) ± 15 Hz.
Beispiele:
- Makrofon einer Lokomotive der Baureihe 182ⓘ/?
- Makrofon eines Zugs der Baureihe 628 (von außen und von innen)ⓘ/?

### Kraftfahrzeuge
Bei Einsatzfahrzeugen werden ebenfalls zwei Makrofone verschiedener Frequenz verwendet. Diese werden aber nicht gleichzeitig, sondern abwechselnd verwendet, weshalb sie dort Folgetonhorn (oder nach einem Hersteller Martinshorn) genannt werden. Die reguläre Autohupe erzeugt dagegen nur einen Ton.

### Mobiles Warngerät
Bei Sprengungen und Gleisarbeiten werden Signalhörner an Pressluftflaschen betrieben.

### Schiffe
Im Schiffsverkehr werden Nebelhörner zum Abgeben von Schallsignalen eingesetzt.

### Sirenen
Ähnlich funktionieren auch viele Sirenen, die beispielsweise ortsfest zur Warnung der Bevölkerung eingesetzt werden.